# 乃木傳庵
乃木 傳庵（のぎ でんあん、寛永15年（1638年）- 享保5年2月5日（1720年3月13日）は、江戸時代の医師、武士。長門長府藩の江戸定府の藩主侍医。後に乃木希典を輩出する長府藩士家の乃木家の家祖。
- 佐々木冬純－乃木傳庵（端昌）＝随友（瑞庵）－道伯（希和）…庸貞（壽伯）…隆伯－龍玄（周久）＝希幸＝希次－希典[1]

## 経歴
寛永15年（1638年）、乃木冬継の次男として生まれる（佐々木冬純の長男とする異説もあり）。母は伊予松山藩士・川手十郎左衛門の娘（冬継の後妻。金山豊春の娘とする史料もあり）。父冬継は毛利秀元に仕えていたが、故あって浪人していた。延宝6年（1678年）2月24日、冬継が死去する。
天和元年（1681年）、毛利綱広の七女幸姫の年寄格の女中であった玉木との間に長男の久太郎が生まれる。この縁もあって天和2年（1682年）4月22日、平野丹波守の取り成しで長府藩主の毛利綱元に江戸定府の藩主侍医として仕官し、改めて長府藩士となる。仕官時、17人扶持で月並30人扶持金30両を割り当てられる。最終的な石高は300石であった。なお、妻の玉木は元禄2年（1689年）に死去したため、後に後妻を迎える。
元禄15年（1702年）、長男の久太郎春政が長州藩の毛利吉広に召し出されて長州藩士となり、母染女の勲功で分立してかつて母が名乗っていた「玉木」を姓として称する。これにより、跡継ぎがいなくなったため、甥（打它寿庵の三男）で娘婿の随友を養子とした。
宝永2年1月17日（1705年）、春政が江戸で死去する。また、正徳3年（1713年）、異母兄で伊勢国津藩士であった殷政が、正徳5年（1715年）に同母弟の打它寿庵が死去している。享保5年（1720年）2月5日死去。享年83。

## 人物
武術に長けており、特に弓矢に秀でていたという。